# Bogdan Borčić

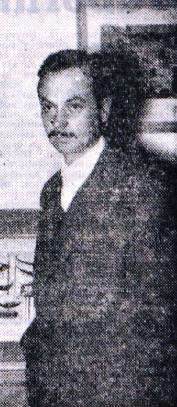
Bogdan Borčić

Bogdan Borčić (Ljubljana, 26 de septiembre de 1926 – 24 de abril de 2014) fue un pintor y grabador esloveno. Fue uno de los artistas eslovenos más prolíficos y versátiles del país.

## Biografía
Borčić pasó su infancia en la casa de su abuelo en Komiža, una ciudad costera en la isla de Vis, Croacia. Durante la Segunda Guerra Mundial, fue deportado al campo de concentración de Dachau. Después de la guerra, Borčić estudió pintura en la Academia de Bellas Artes y Diseño de Ljubljana. Se graduó en 1950 y continuó sus estudios de pintura con el profesor Gabrijel Stupica. Mejoró su trabajo en los viajes de estudio a Ámsterdam y París, donde trabajó en 1958 durante tres meses en el estudio del grabador Johnny Friedlaender.
Desde 1969, impartió clases en la Academia de Bellas Artes de Ljubljana, donde desde 1976 ocupó el cargo de profesor titular de grabado. Por invitación de la Academia de Bellas Artes (Académie des Beaux-Arts) en Mons (Bélgica), realizó conferencias de grabado allí durante un mes. 
Desde 1980 hasta su muerte en 2014, vivió y creó en Slovenj Gradec (Eslovenia). En su último período, creó imágenes brillantes con amplias superficies de color y elementos añadidos. Dedicó una serie de imágenes al campamento de Dachau. El motivo central de su última serie de imágenes fue la pipa.

## Legado
Los grabados de Borčić se conservan en las colecciones de numerosos museos de fama mundial, por ejemplo el Albertina de Viena. La Galería Božidar Jakac en Kostanjevica na Krki (Eslovenia) mantiene un gabinete de impresiones especial de Bogdan Borčić con más de 1000 de sus impresiones, incluidos sus famosos motivos de conchas y series de diversas técnicas clásicas. También se conserva una colección más grande de imágenes en la Galería de Bellas Artes Slovenj Gradec.

## Premios
En 1965, Borčić fue galardonado con el Premio Fuindación Prešeren por sus pinturas expuestas en 1964. En 2005, fue galardonado con el Premio Prešeren por la totalidad de su obra.